# مجلس شورى كويته
مجلس شورى كويته هو مجلس شورى مكون من قادة حركة طالبان الأفغانية، ويعتقد أن مقره منذ حوالي عام 2001 في مدينة كويته بإقليم بلوشستان الباكستاني. تشكل مجلس الشورى بعد الإطاحة بإمارة أفغانستان الإسلامية كجزء من الأحداث التي وقعت في أواخر عام 2001، وكانت القيادة العليا في ذلك الوقت بما في ذلك محمد عمر تُقيم في باكستان.

## التاريخ
بعد انحسار حكومة طالبان عام 2002، شكل المجلس عشرة رجال ممن شغلوا مناصب في الحكومة، منهم ثمانية قادة مخضرمين رفيعي المستوى من المنطقة الجنوبية من أفغانستان، وآخر من بكتيكا، وآخر من بكتيا. ثم ارتفع عدد أعضاء مجلس الشورى في مارس 2003 إلى 33 فرداً. وخلال شهر أكتوبر 2006 أصبح المجلس مؤلف من 13 عضواً أساسياً.
كان مسؤولو الأمن الباكستانيون قد اعتبروا في السابق طالبان أفغانستان، ومجلس شورى كويته، وطالبان باكستان ثلاثة كيانات منفصلة. لكنهم قد غيروا سياستهم في أوائل عام 2010، وقرروا معاملة المنظمات الثلاث كمنظمة واحدة، واتخذوا إجراءات صارمة ضد مجلس شورى كويته. وأُلقى القبض على تسعة من قادته الثمانية عشر في أواخر فبراير وأوائل مارس 2010.
في أغسطس 2019 قُتل بعض قادة طالبان، بمن فيهم حافظ أحمد الله شقيق أمير طالبان هبة الله آخند زاده في انفجار قنبلة بمسجد خير المدريس، الذي كان بمثابة مكان الاجتماع الرئيسي لطالبان.
وفي 29 مايو 2020 أفيد أن نجل ملا عمر، ملا محمد يعقوب، كان يتصرف كزعيم لطالبان بعد إصابة العديد من أعضاء مجلس الشورى في كويته بفيروس كورونا. وفي 7 مايو 2020 أصبح ملا يعقوب رئيسًا للجنة العسكرية لطالبان.